# Cultural y Deportiva Leonesa
Maillots
Actualités
La Cultural y Deportiva Leonesa, couramment abrégé en CyD Leonesa, est un club de football espagnol situé à León dans la communauté autonome de Castille-et-León.

## Histoire
| \| León \| Emplacement de León, en Espagne. |
| León                                        |

Ancien logo.

Le Cultural y Deportiva Leonesa est fondé le 5 août 1923.
Le club évolue en 1re division lors de la saison 1955-1956. Il se classe 15e et avant-dernier du championnat, avec 5 victoires, 4 matchs nuls et 21 défaites.
Le club évolue également pendant 17 saisons en deuxième division : lors des saisons 1929 où le club se retrouve dans le groupe B, équivalent de la troisième division, 1929-1930, puis de 1942 à 1945, puis de 1953 à 1955, ensuite de 1956 à 1959, à nouveau de 1960 à 1962, puis de 1971 à 1973, lors de la saison 1974-1975, lors de la saison 2017-2018 et enfin depuis 2025.

## Saisons
| Niveau | Catégorie                           | Nombre de saisons | Première saison | Dernière saison | Total de saisons |
| ------ | ----------------------------------- | ----------------- | --------------- | --------------- | ---------------- |
| 1er    | Primera División                    | 1                 | 1955-1956       | 1955-1956       | 1                |
| 2e     | Segunda División                    | 17                | 1929            | 2025-2026       | 17               |
| 3e     | Tercera División (1929-1977)        | 22                | 1930-1931       | 1976-1977       | 62               |
| 3e     | Segunda División B (1977-2021)      | 36                | 1977-1978       | 2020-2021       | 62               |
| 3e     | Primera División RFEF (depuis 2021) | 4                 | 2021-2022       | 2024-2025       | 62               |
| 4e     | Tercera División                    | 7                 | 1983-1984       | 2012-2013       | 7                |

## Palmarès
- Champion de Segunda División : 1955
- Champion de Segunda División B : 1929, 2017
- Champion de Tercera División : 1960